# Франц Карл Саксен-Лауэнбургский
Франц Карл Саксен-Лауэнбургский (нем. Franz Karl von Sachsen-Lauenburg; 2 мая 1594 — 30 ноября 1660, Нойхаус) — принц Саксен-Лауэнбургский. Генерал, участник Тридцатилетней войны.

## Биография
Франц Карл — сын герцога Франца II Саксен-Лауэнбургского и его второй супруги Марии Брауншвейг-Вольфенбюттельской, дочери герцога Юлия Брауншвейг-Вольфенбюттельского. В 1619 году Франц Карл вместе с братьями подписал династический договор, согласно которому власть в Саксен-Лауэнбурге наследовал старший из братьев Август, а затем поступил на военную службу и в конечном итоге под командованием протестантского графа Петра Эрнста II Мансфельда воевал против императора в Богемии, в то время как на службе в имперской армии состояли трое его братьев.
В 1623 году старший брат Франца Карла Юлий Генрих Саксен-Лауэнбургский примирился с императором Священной Римской империи Фердинандом II. На княжеском съезде в Лауэнбурге в 1625 году было принято решение направить против императора и Католической лиги нижнесаксонские войска под защитой короля Дании Кристиана IV. Франц Карл набрал полк для короля Дании и стал враждебным лагерем в управляемом его братом Августом нейтральном Саксен-Лауэнбурге. После поражения Кристиана IV Франц Карл вновь попытался помириться с императором, прибегнув к содействию Валленштейна.
19 сентября 1628 года Франц Карл женился на Агнессе Бранденбургской, вдове герцога Филиппа Юлия Померанского. Опять же при поддержке Валленштейна ему удалось отстоять права своей супруги на вдовьи владения в Барте. В 1630 году после высадки в Померании шведских войск короля Густава II, Франц Карл перешёл к нему на службу в звании полковника. В резиденции брата Августа в Ратцебурге Франц Карл был пленён имперским полководцем Паппенгеймом, но вскоре вновь вернулся на службу к шведам в том же звании, а после смерти Густава перешёл на службу к саксонскому курфюрсту, где ему вновь удалось вернуть расположение императора.
В 1637 году Франц Карл перешёл в католицизм и поступил на службу к императору в звании генерал-фельдвахмейстера. После смерти супруги Агнессы при посредничестве императора Франц Карл 27 августа 1637 года женился в Эденбурге на Екатерине Бранденбургской, богатой вдове князя Трансильвании Габора Бетлена. Екатерина продала все свои владения в Венгрии и вместе с мужем переехала в Германию, где умерла в 1644 году. В 1651 году Франц Карл женился в третий раз, выбрав своей избранницей графиню Кристину Елизавету Меггау, вдову барона Кристофа Адольфа фон Тейфа. Выйдя в отставку, Франц Карл отправился путешествовать по Италии. Умер в Нойхаусе, не оставив законных наследников. Член Плодоносного общества.